# Островок (Липецкая область)
Острово́к — деревня Тербунского Второго сельского поселения Тербунского района Липецкой области. Расположен на левом берегу реки Кобыльей Сновы в 3 км южнее трассы Хлевное — Тербуны.
Известен с XVIII века. В документах 1778 года о нём сказано: «д. Новосильская (Островок), у оврага Вишнёвого и р. Яковлевки». В старину слово остров имело несколько иное значение, например, участок на мысу, образованном двумя оврагами или речками.

## Население
| 2009 | 2010 |
| ---- | ---- |
| 114  | ↗120 |